# Party Intellectuals
Party Intellectuals je první studiové album americké skupiny Ceramic Dog, kterou vede kytarista Marc Ribot a dále ji tvoří multiinstrumentalista Shahzad Ismaily a bubeník Ches Smith. Vydáno bylo v červnu roku 2008 společností Pi Recordings. Nahráno bylo pod produkčním dohledem Joela Hamiltona ve Studiu G v Brooklynu v říjnu 2007. Obsahuje celkem 12 písní, z toho 11 autorských a jednu coververzi od skupiny The Doors.

## Seznam skladeb
| Pořadí         | Název                                 | Autor                                                       | Délka |
| -------------- | ------------------------------------- | ----------------------------------------------------------- | ----- |
| 1.             | Break on Through                      | John Densmore, Robby Krieger, Ray Manzarek, Jim Morrison    | 3:44  |
| 2.             | Party Intellectuals                   | Shahzad Ismaily, Marc Ribot, Ches Smith                     | 5:50  |
| 3.             | Todo el Mundo es Kitsch               | Marc Ribot                                                  | 5:11  |
| 4.             | When We Were Young and We Were Freaks | Emilio Cubierto, Shahzad Ismaily, Marc Ribot, Ches Smith    | 8:18  |
| 5.             | Digital Handshake                     | Shahzad Ismaily, Marc Ribot, Ches Smith, Alessandro Stefana | 10:15 |
| 6.             | Bateau                                | Marc Ribot                                                  | 4:15  |
| 7.             | For Malena                            | Marc Ribot                                                  | 3:20  |
| 8.             | Pinch                                 | Shahzad Ismaily, Marc Ribot, Ches Smith                     | 4:43  |
| 9.             | Girlfriend                            | Shahzad Ismaily, Marc Ribot, Ches Smith                     | 3:35  |
| 10.            | Midost                                | Marc Ribot                                                  | 10:04 |
| 11.            | Shsh Shsh                             | Shahzad Ismaily, Marc Ribot, Jenni Quilter                  | 5:49  |
| 12.            | Never Better                          | Marc Ribot                                                  | 3:29  |
| Celková délka: | Celková délka:                        | Celková délka:                                              | 68:33 |

## Obsazení

### Ceramic Dog
- Marc Ribot – kytara, zpěv
- Shahzad Ismaily – baskytara, syntezátor, zpěv
- Ches Smith – bicí, perkuse, elektronika, zpěv

### Ostatní hudebníci
- Janice Cruz – zpěv
- Jenni Quilter – zpěv
- Martín Verajano – perkuse